# Arc (album, Neil Young & Crazy Horse)
Arc je koncertní album kanadského hudebníka Neila Younga a skupiny Crazy Horse z roku 1991. Nahráno bylo při několika koncertech během jejich amerického turné v roce 1991 a obsahuje noiseovou hudbu vytvořenou za pomoci zpětných vazeb kytar. Album rovněž vyšlo jako součást box setu Arc Weld, na kterém je mimo tohoto alba ještě druhé koncertní album z toho roku Weld.

## Seznam skladeb
| Pořadí         | Název                           | Délka |
| -------------- | ------------------------------- | ----- |
| 1.             | Arc (A Compilation Composition) | 35:00 |
| Celková délka: | Celková délka:                  | 35:00 |

## Obsazení
- Neil Young – kytara, zpěv, efekty
- Frank „Poncho“ Sampedro – kytara, zpěv
- Billy Talbot – baskytara, zpěv
- Ralph Molina – bicí, zpěv
- Sal Trentino – efekty